# Riccardo Cocciante (album)
Riccardo Cocciante è il sesto album del cantante italiano Riccardo Cocciante, pubblicato nel 1978.
Nel 2012 è stato ristampato nella serie Emozioni & parole.

## Tracce
Testi di Marco Luberti, musiche di Riccardo Cocciante.
Lato A
1. Notturno – 3:53
2. Stupida commedia – 4:14
3. Colsi una rosa – 2:35
4. Storie – 4:59

Lato B
1. A mano a mano – 4:14
2. Stornello d'amore – 4:07
3. Non andartene via – 2:05
4. La lunga strada – 4:48
5. Tornerò – 3:41

## Formazione
- Riccardo Cocciante – voce e pianoforte
- Adriano Giordanella – percussioni
- Georges Augier De Moussac, Alberto Visentin, Tony Sidney – chitarra
- Federico Troiani – tastiere
- Roger Secco – batteria